# Osdorp (stadsdeel)

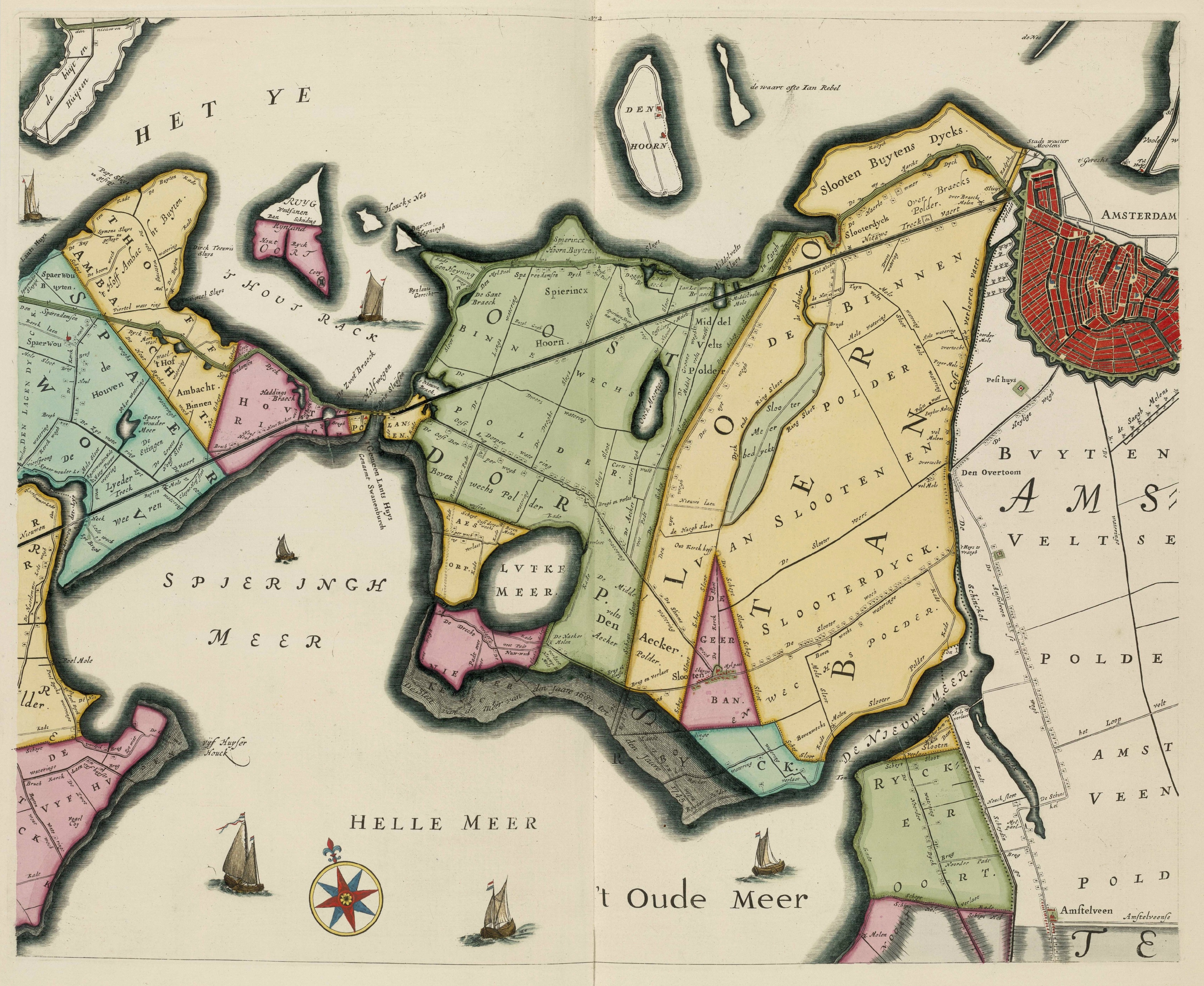
"Oostdorp", dat zijn naam gaf aan het huidige Osdorp, is het groen gekleurde centrale deel op deze kaart van het Hoogheemraadschap van Rijnland uit 1746.

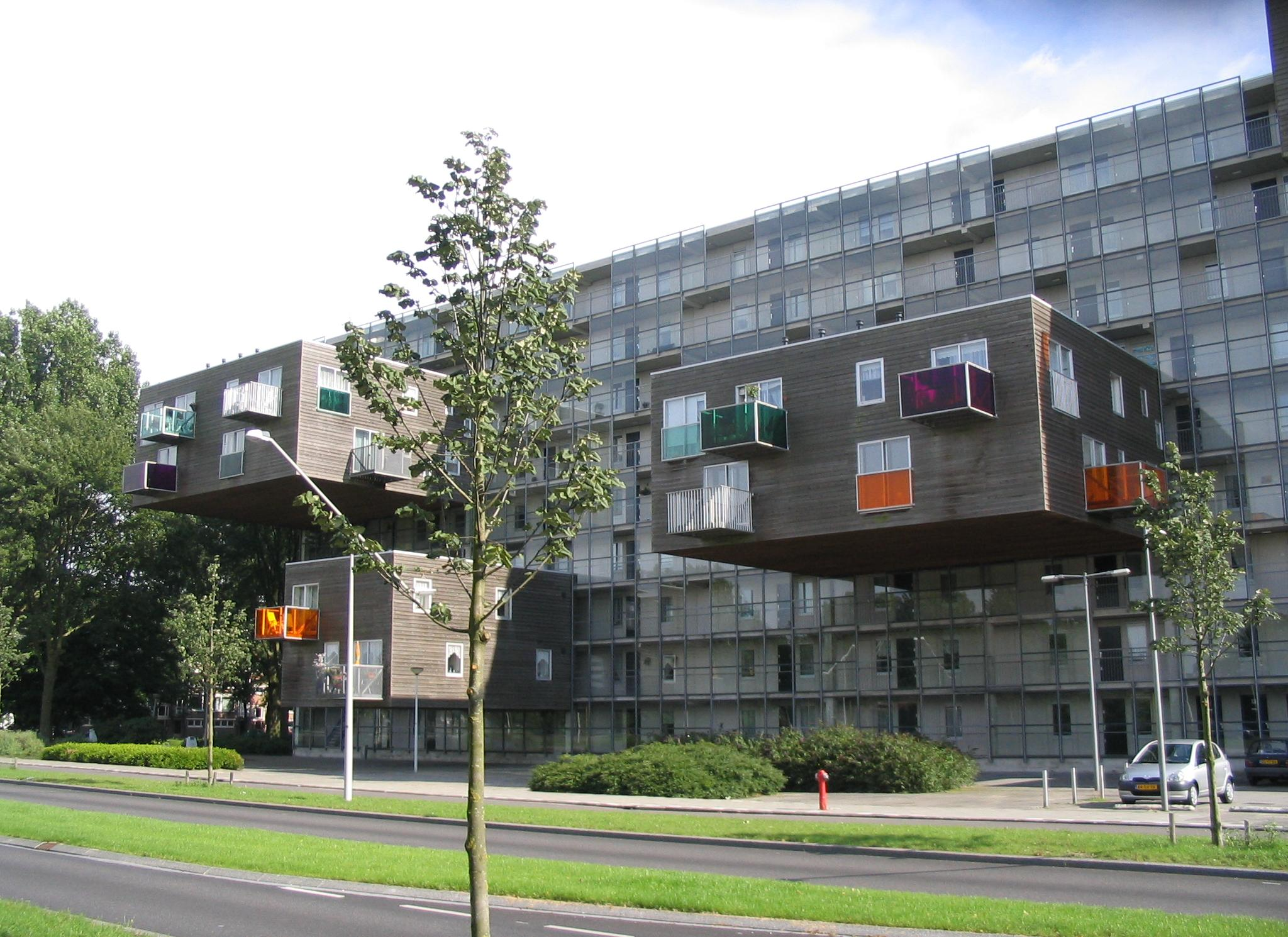
Gebouw Oklahoma, woon-zorgcomplex van architectenbureau MVRDV aan de Ookmeerweg in Osdorp.

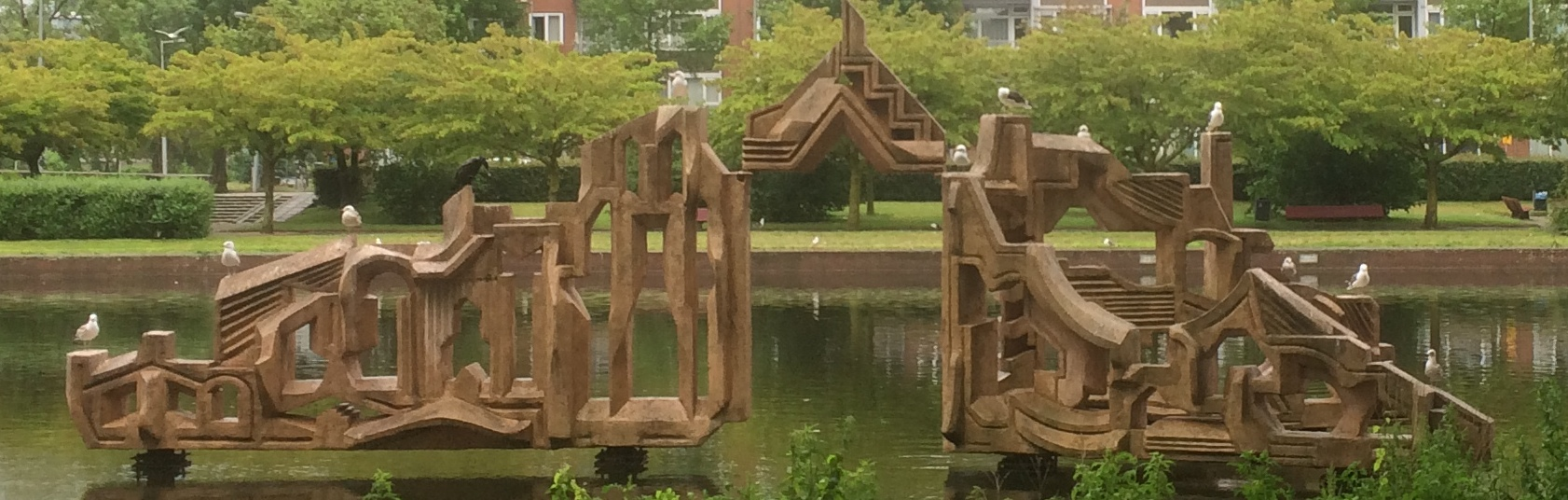
Kunstwerk van Heppe de Moor, gemaakt op 18-12-1986 in de Hoekenesgracht te Amsterdam Osdorp

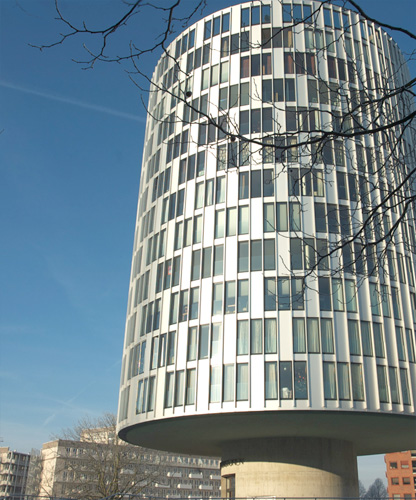
De Schutterstoren in Osdorp.

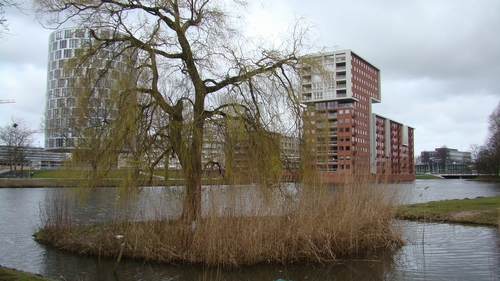
Nieuw Osdorp.

Osdorp was van 1981 tot 2010 een stadsdeel van de gemeente Amsterdam. Per 1 mei 2010 is het opgegaan in het nieuwe stadsdeel Amsterdam Nieuw-West. Het stadsdeel telde (eind 2006) 45.627 inwoners en heeft een oppervlakte van 11,30 km². De dorpskern van het dorp Sloten en de buurtschap Oud Osdorp liggen in het gebied van het voormalige stadsdeel Osdorp.

## Geschiedenis
In tegenstelling tot het feit dat het wapen van Osdorp een afbeelding van het dier os bevat, nemen de geschiedkundigen aan dat hierin niet oorsprong van de naam Osdorp ligt. De naam is afgeleid van Oostdorp, omdat ten tijde van het ontstaan van het oorspronkelijke dorp de bewoners zich op Haarlem oriënteerden.
De eerste vermeldingen van Osdorp dateren uit omstreeks het jaar 1100. In 1529 werd het dorp door de heer van Brederode aan Amsterdam verkocht. Bestuurlijk bleef het echter een afzonderlijk gebied. Vanaf 1816 maakte Osdorp deel uit van de gemeente Sloten. In 1921 werd het gebied door Amsterdam geannexeerd.
Osdorp lag nabij de in 1644 drooggelegde Sloterdijkermeerpolder. Tussen 1948 en 1956 werd de polder uitgegraven (zodat opnieuw een watervlakte ontstond, nu Sloterplas genoemd) voor het opspuiten van zand voor de bouw van de Westelijke Tuinsteden.
Tot in de jaren vijftig was het een landelijk gebied. Ter onderscheiding van de nieuwe Tuinstad Osdorp werd de oude buurtschap aan de Osdorperweg voortaan Oud Osdorp genoemd.
Osdorp werd per 1 december 1981 een van de twee eerste autonome stadsdelen van de gemeente Amsterdam - tegelijk met Amsterdam-Noord.
In de jaren negentig werd Osdorp uitgebreid met de nieuwe wijk De Aker, gelegen in de Middelveldsche Akerpolder, ten westen van de bestaande tuinstad.
Sinds 2001 zijn er grote werkzaamheden in uitvoering in het kader van de Stedelijke vernieuwing. Hiervoor is een plan gemaakt (Richting Parkstad 2015'). Vele duizenden woningen worden gesloopt en vervangen door nieuwbouw, waarbij een deel van de oorspronkelijke Tuinstad-opzet verloren gaat.
In maart 2007 werd Nieuw-West aangewezen als een probleemwijk (zie: Vogelaarwijk), waardoor het extra aandacht en geld zal ontvangen.
Uiteindelijk zijn de volgende buurten door de gemeente Amsterdam aangewezen: Slotermeer-Noordoost, Slotermeer-Zuidwest, Geuzenveld, Osdorp Oost, Osdorp Midden, Kolenkit, Slotervaart.

## Tuinstad Osdorp
Voor de verdere geschiedenis zie: Tuinstad Osdorp.

## Buurten en wijken in voormalig Stadsdeel Osdorp
- Lutkemeer en Ookmeer
- Osdorp-Oost
- Osdorp-Midden
- De Punt
- Middelveldsche Akerpolder
- dorp Sloten

## Onderwijs en kinderopvang

### Kinderopvang
- Peuterspeelzalen: Klein Duimpje, de Bonte Rups, Boris Beer, Dikkertje Dap, de Rosse Toren, Caleido Kids (Te Pieter Calandlaan.)

### Basisonderwijs

#### Openbaar
- Basisscholen: de Globe, de Horizon, de Punt, Osdorpse Montessorischool, Jenaplanschool Atlantis, de Kikker

#### Bijzonder
- Islamitische Basisschool El Amien, Stichting Moskee Essalam, Basisschool Ichthus, Basisschool Johannes, Basisschool Kraemer, Basisschool St. Lukas, Basisschool de Wereldburger, Oecumenische basisschool de Odyssee

### Voortgezet onderwijs
- Calandlyceum
- Wellant College

## Stadsdeelraad
De stadsdeelraad telde tot 2010 25 zetels.
Zetelverdeling voor de raadsperiode 2006-2010:
- PvdA 12 zetels
- VVD 4 zetels
- CDA 3 zetels
- OOZ'81 2 zetels
- GroenLinks 2 zetels
- D66 1 zetel
- SP 1 zetel
- Lijst El Majdoubi 1 zetel

## Bekend uit Osdorp
- Muziekformatie Osdorp Posse
- Rapper en presentator Lange Frans
- Voetballer Gregory van der Wiel
- Voetballers Edward en John Metgod
- Voetballer Bryan Roy (Ajax)
- Premier Wim Kok (Kabinetten '80)
- Politicus Adnan Tekin

## Afbeeldingen

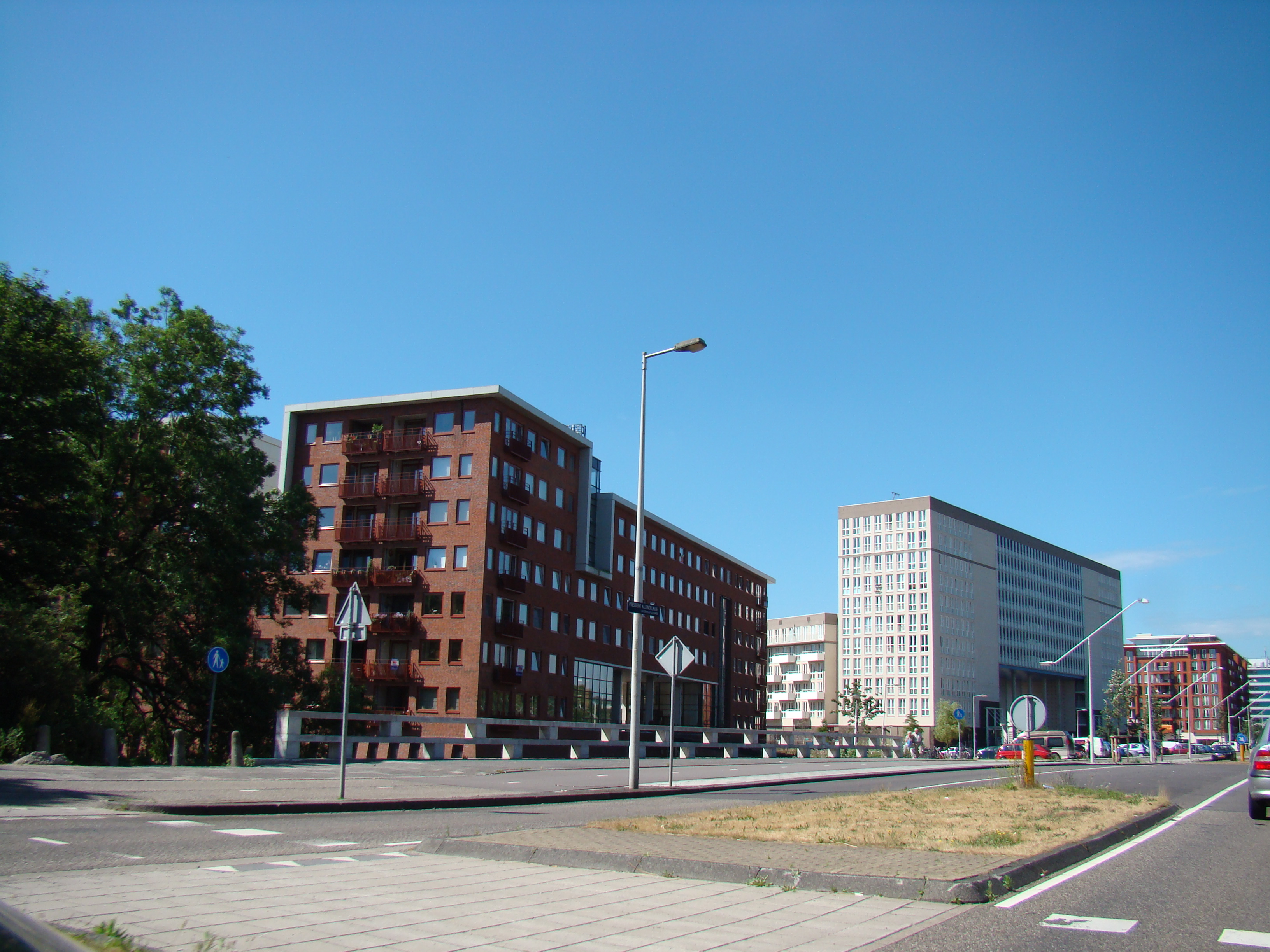
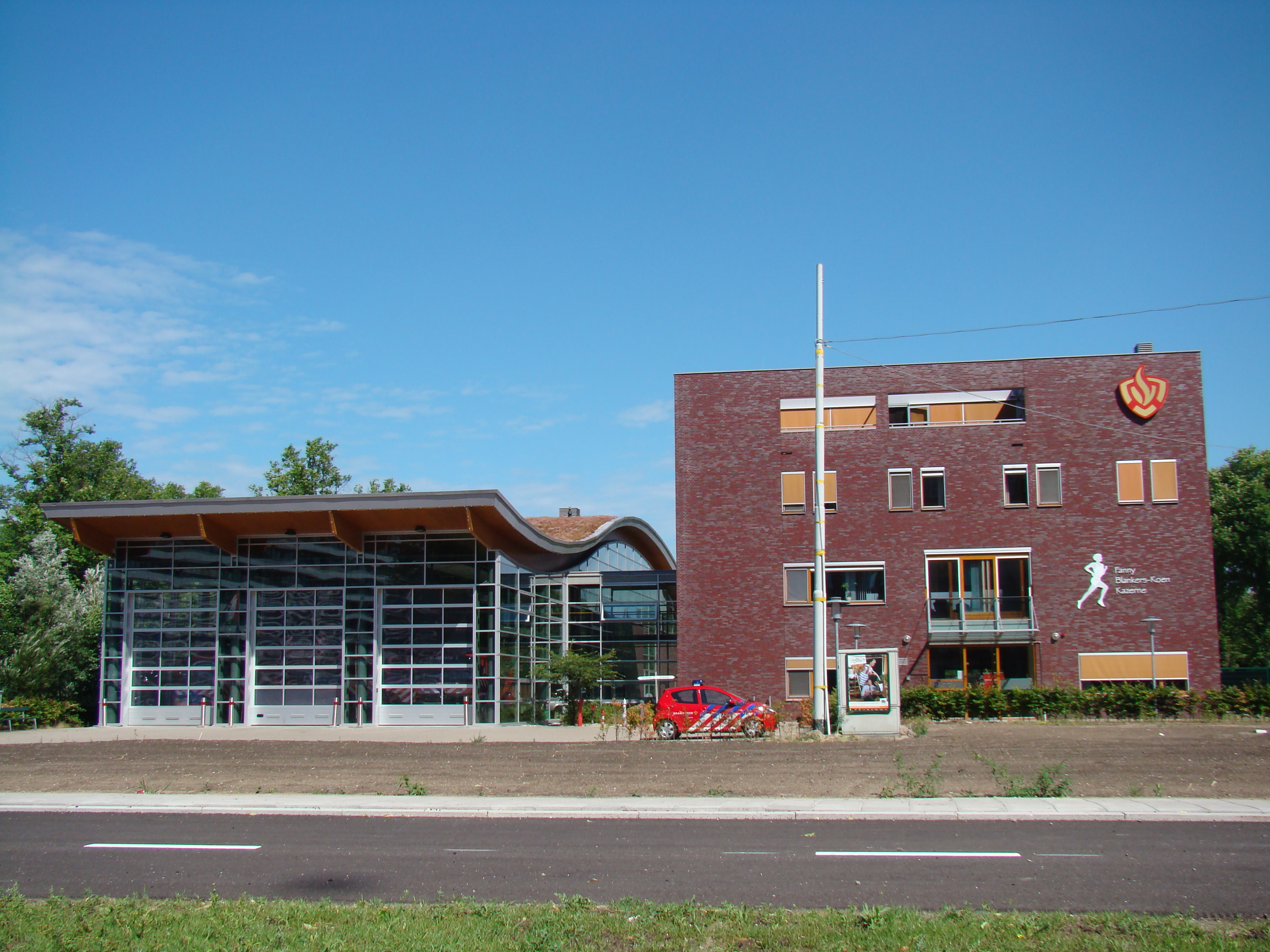
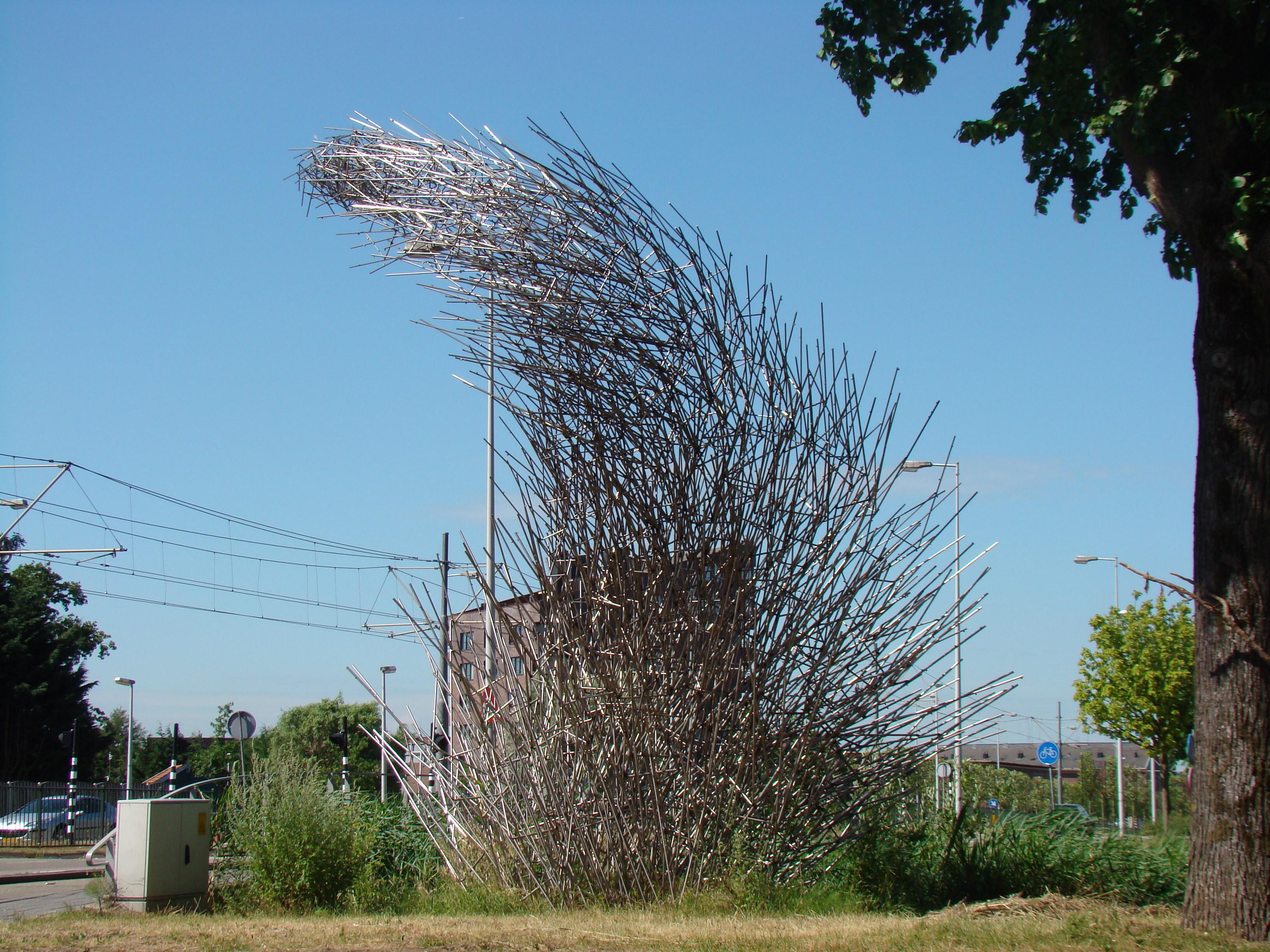
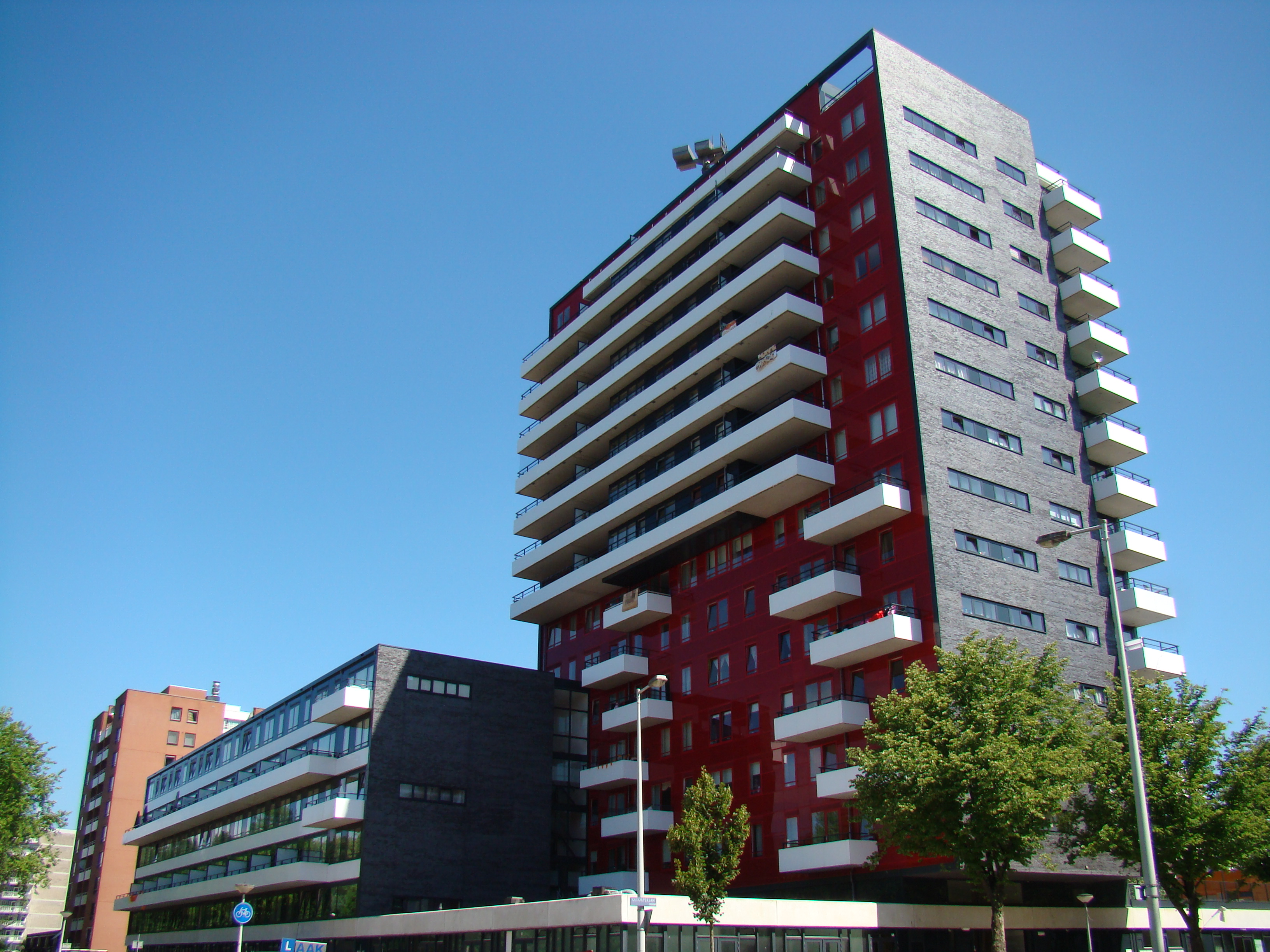
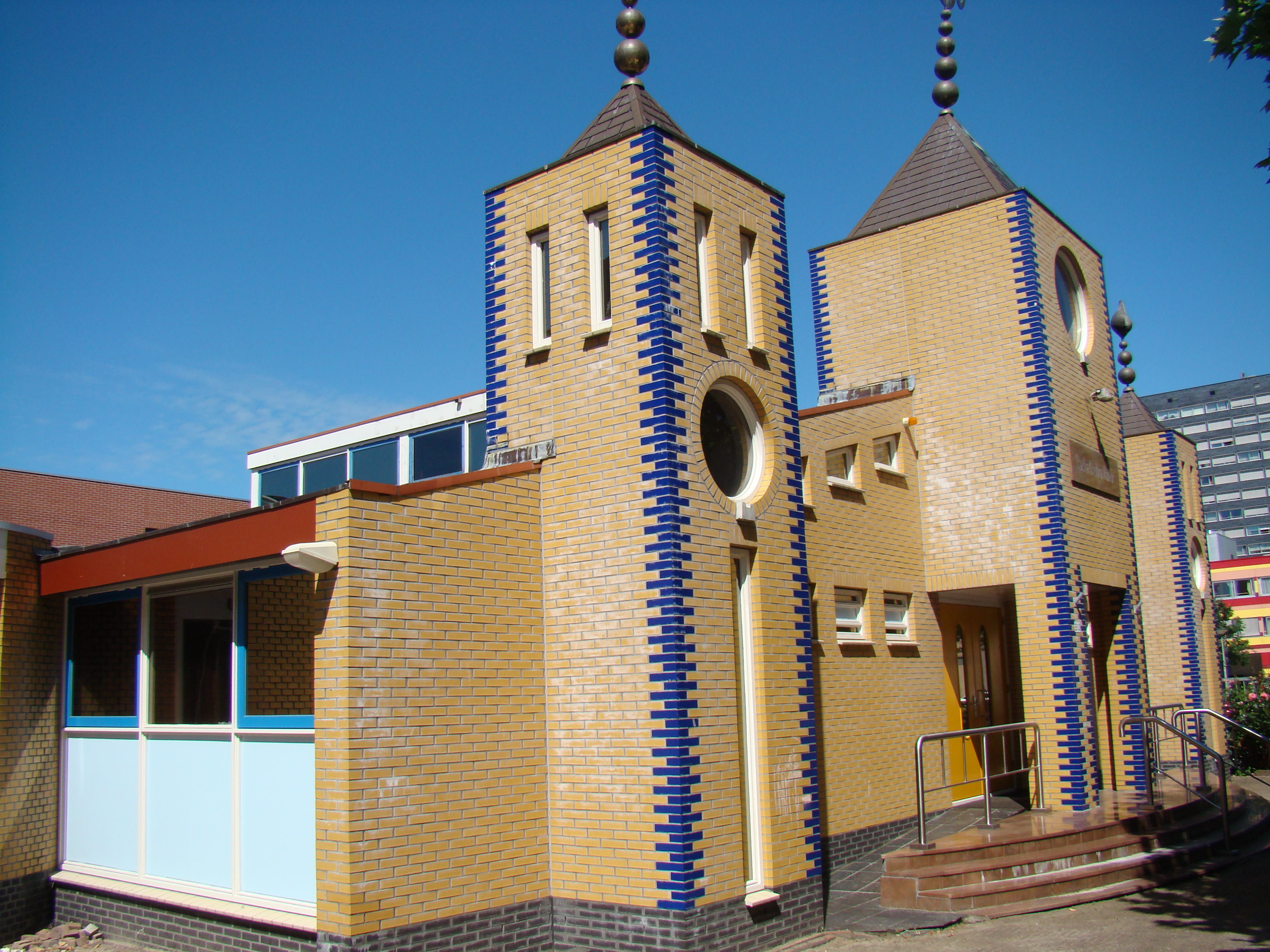
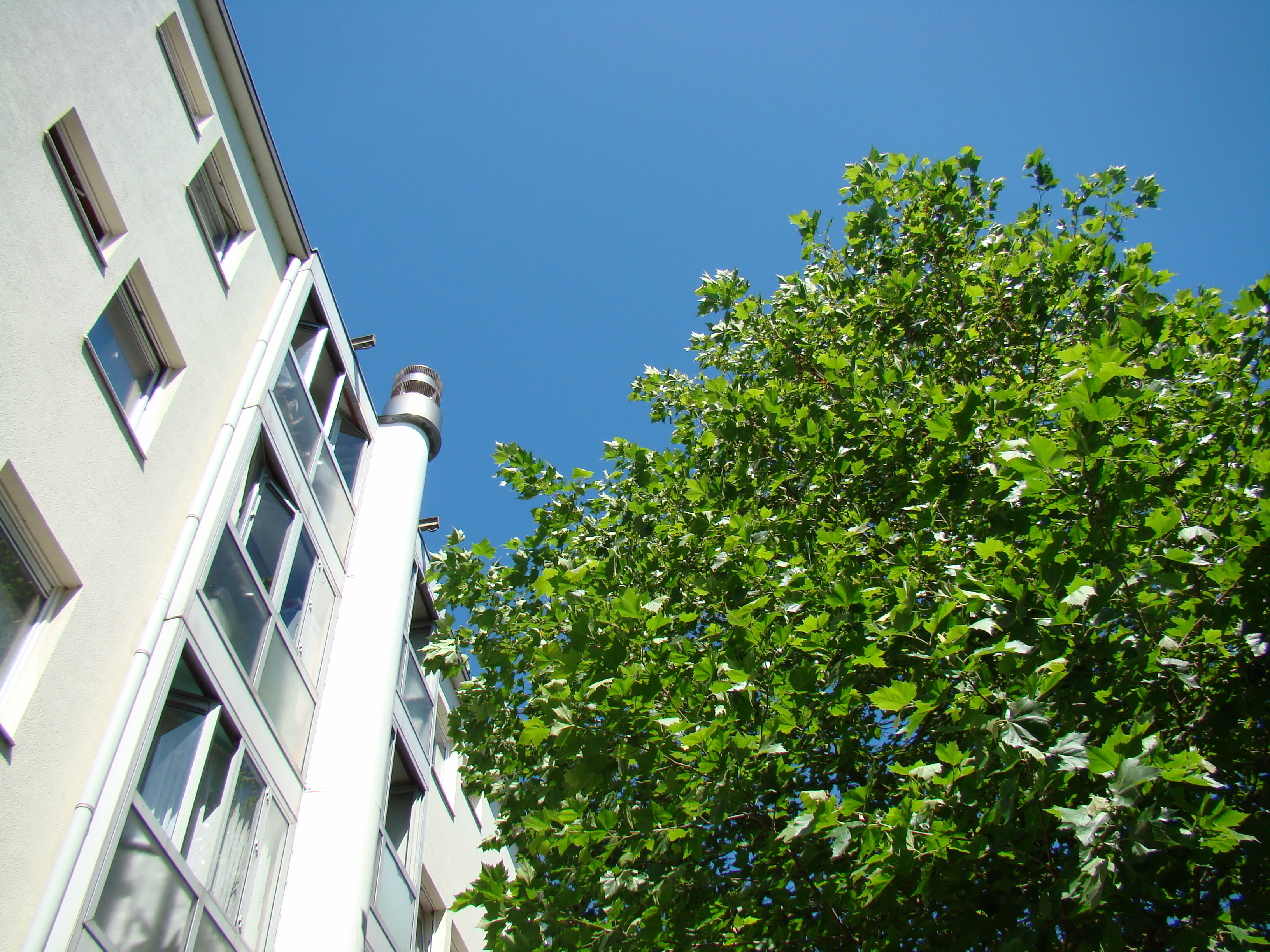
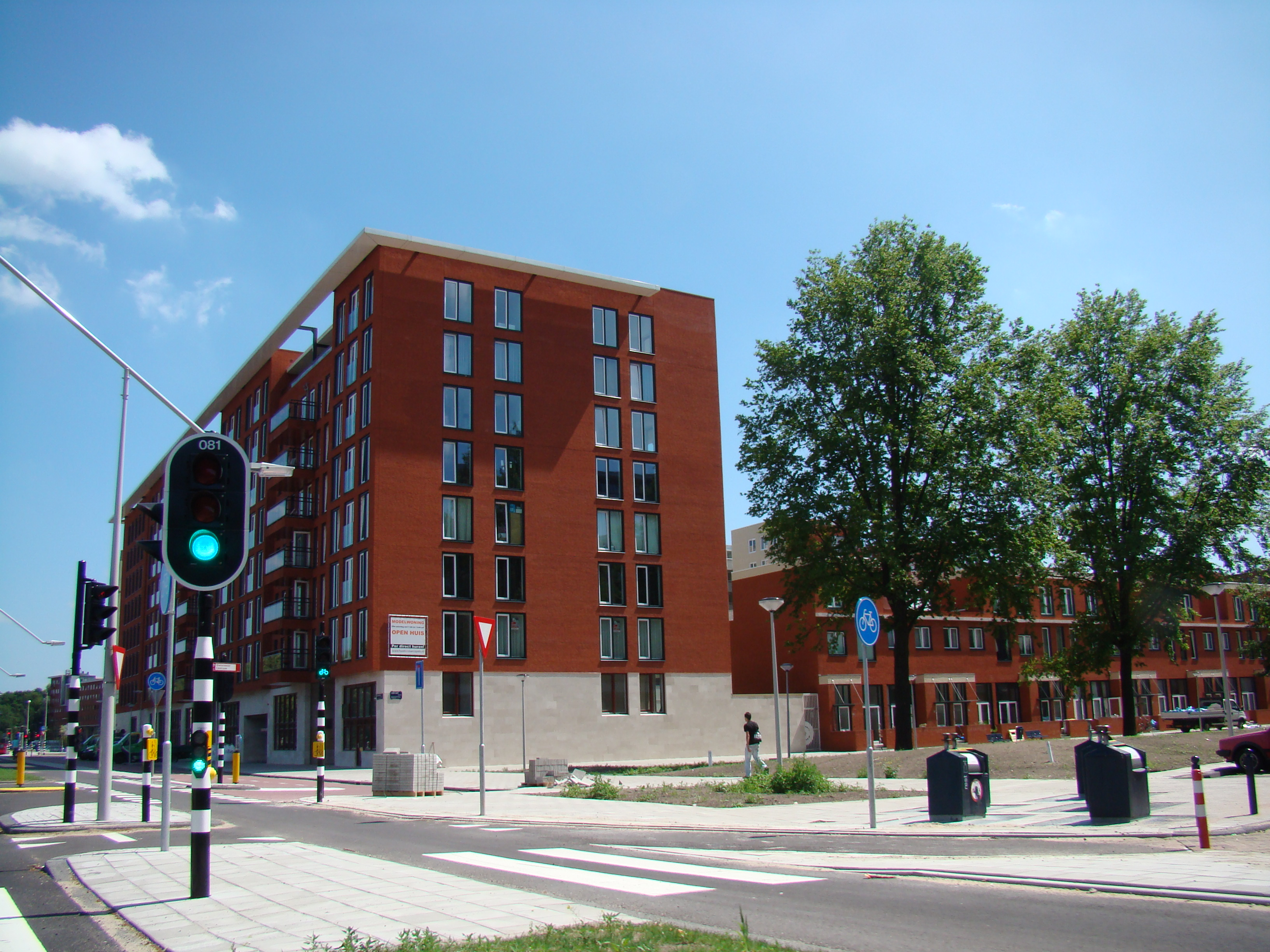

Centrum · Nieuw-West · Noord · Oost · West · Zuid · Zuidoost · Weesp (stadsgebied) · Westpoort (gebied)